# Paratuerta marshalli
Paratuerta marshalli är en fjärilsart som beskrevs av George Francis Hampson 1902. Paratuerta marshalli ingår i släktet Paratuerta och familjen nattflyn. Inga underarter finns listade i Catalogue of Life.